# Спондилидины
Спондилидины (лат. Spondylidinae Serville, 1832 [syn.  Aseminae Thomson, 1860]) — подсемейство усачей, включающее около 100 видов жуков. Spondylidinae почти все ночные или сумеречные насекомые. Только род Tetropium с развитыми фасеточными глазами, имеет дневную активность. В ископаемом состоянии спондилидины известны из балтийского янтаря.

## Систематика
Долгое время рода этого таксона распределялись среди различных подсемейств, например в составе Prioninae и Aseminae. После исследования морфологии крыльев, личинок и учёта большего числа видов в сравнительном анализе с 1987 года триба Spondylidini была признана самостоятельным подсемейством.
- Anisarthronini Mamaev & Danilevsky, 1973
  - Alocerus — Anisarthron — Schurmannia
- Asemini Thomson, 1860 (Aseminae)
  - Arhopalus — Asemum — Atripatus — Hypostilbus — Macrocaulus — Megasemum — Nothorhina — Pectoctenus — Tetropium
- Atimiini LeConte, 1873
  - Atimia — Paratimia
- Saphanini Gistel, 1856
  - Daramus — Derolophodes — Drymochares — Masatopus — Metalocerus — Michthisoma — Oxypleurus — Saphanus — Zamium
- Spondylidini Audinet-Serville, 1832
  - Neospondylis — Scaphinus — Spondylis

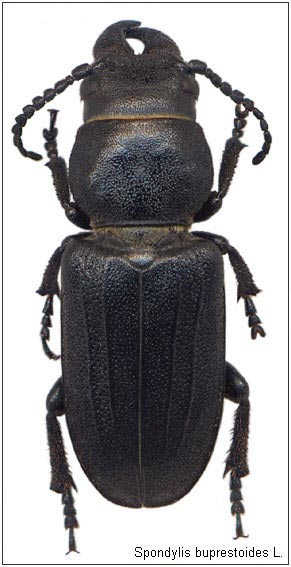
Spondylis buprestoides